# Hencse, Somogy
Hencse  este un sat în districtul Kaposvár, județul Somogy, Ungaria, având o populație de 339 de locuitori (2011). 

## Demografie
Componența etnică a satului Hencse
     Maghiari (90,63%)
     Romi (7,39%)
     Germani (1,14%)
     Necunoscut (0,85%)
     Alții (0,85%)
Componența confesională a satului Hencse
     Romano-catolici (57,52%)
     Fără religie (12,09%)
     Reformați (10,91%)
     Necunoscută (19,47%)
     Alte religii (2,65%)
Conform recensământului din 2011, satul Hencse avea 339 de locuitori. Din punct de vedere etnic, majoritatea locuitorilor (90,63%) erau maghiari, existând și minorități de romi (7,39%) și germani (1,14%). Apartenența etnică nu este cunoscută în cazul a 0,85% din locuitori.  Din punct de vedere confesional, majoritatea locuitorilor (57,52%) erau romano-catolici, existând și minorități de persoane fără religie (12,09%) și reformați (10,91%). Pentru 19,47% din locuitori nu este cunoscută apartenența confesională.